# Alvinella pompejana
Помпейський черв'як (Alvinella pompejana) — вид глибоководних червів-екстремофілів, виявлений на початку 1980-х років поблизу  гідротермальних джерел у північно-східній частині  Тихого океану.
Помпейські черви, наприклад, непогано почуваються поруч з «камінними трубами» чорних курців. Там температура води підіймається до 100 °C, а всередині білих трубочок, що їх будують помпейські черви для житла, вона не перевищує кімнатну температуру — 20-22 оС.
За непрямими даними температура тіла  черв'яка була нижчою 50 °C. З іншого боку, температура навколишньої води в процесі досліджень виявлялася рівній 60 °C і вище. Перешкодою до вивчення був той факт, що при зниженні тиску під час підйому черв неминуче гинув.
Нещодавно, використовуючи техніку, яка підтримувала необхідний тиск середовища, вченим з Університету П'єра і Марії Кюрі (Франція) вдалося підняти A. pompejana живими і здоровими і доставити їх до лабораторії. Там з'ясувалося, що при нагріванні до 50-55 °C черв'як гине. Молекулярні дослідження показали відсутність інструментів захисту від високих температур.
Однак температурний оптимум A. pompejana виявився досить високим і становить 42 °C. Дослідники припустили, що для життя за таких неймовірних умов помпейський черв повинен мати серйозний захист. Однак будь-яких термостійких оболонок не виявили. Єдиною «плівкою», що вкривала тулуб помпейського черва, виявилися нитчасті бактерії, з якими черви живуть у симбіозі. Черв годує бактерій слизом, забезпечує доступ свіжої води до їх поверхні, а сам поглинає те, що, в свою чергу, виділяють бактерії. Ці виділення — основна їжа помпейських червів і єдина захисна оболонка.
Ще більш дивним є те, що обидва партнери благополучно існують не лише в середовищі з надвисокими температурами, але й значними концентраціями важких металів і сірководню.

## Ресурси Інтернету
- Кирилл Стасевич (6 червня 2013). Помпейскому червю понизили температуру. Компьюлента. Архів оригіналу за 8 червня 2013. Процитовано 8 червня 2013.
- Exploratorium: The worm that boasts the world's hottest lifestyle
- Mission to the Abyss: includes an interactive 3D rendering of a Pompeii worm [Архівовано 19 січня 2004 у Wayback Machine.]
- National Geographic article about the Pompeii worm [Архівовано 3 серпня 2014 у Wayback Machine.]
- [Архівовано 8 серпня 2014 у Wayback Machine.]